# Mala Ciglena
Mala Ciglena falu Horvátországban Belovár-Bilogora megyében. Közigazgatásilag Belovár községhez tartozik. 

## Fekvése
Belovár központjától légvonalban 8, közúton 12 km-re keletre, Ciglena és Gornji Tomaš között, a Ciglenski-patak völgye felett fekszik. 

## Története
A 17. századtól a török által elpusztított, kihalt területre folyamatosan telepítették be a keresztény lakosságot. 1774-ben az első katonai felmérés térképén „Mala Cziglena” néven Ciglena részeként szerepel. A település katonai közigazgatás idején a szentgyörgyvári ezredhez tartozott. A katonai közigazgatás megszüntetése után Magyar Királyságon belül Horvátország részeként, Belovár-Kőrös vármegye Belovári járásának része volt. 1890-ben 50, 1910-ben 167 lakosa volt. Az 1910-es népszámlálás szerint a falu lakosságának 89%-a horvát, 6%-a szerb anyanyelvű volt. 1918-ban az új szerb-horvát-szlovén állam, majd később Jugoszlávia része lett. 1941 és 1945 között a németbarát Független Horvát Államhoz, majd a háború után a szocialista Jugoszláviához tartozott. 1991-től a független Horvátország része. 1991-ben lakosságának 73%-a horvát, 23%-a szerb nemzetiségű volt. 2011-ben a településnek 17 lakosa volt.

## Lakossága
| Lakosság változása | Lakosság változása | Lakosság változása | Lakosság változása | Lakosság változása | Lakosság változása | Lakosság változása | Lakosság változása | Lakosság változása | Lakosság változása | Lakosság változása | Lakosság változása | Lakosság változása | Lakosság változása | Lakosság változása | Lakosság változása |
| ------------------ | ------------------ | ------------------ | ------------------ | ------------------ | ------------------ | ------------------ | ------------------ | ------------------ | ------------------ | ------------------ | ------------------ | ------------------ | ------------------ | ------------------ | ------------------ |
| 1857               | 1869               | 1880               | 1890               | 1900               | 1910               | 1921               | 1931               | 1948               | 1953               | 1961               | 1971               | 1981               | 1991               | 2001               | 2011               |
| 0                  | 0                  | 0                  | 50                 | 68                 | 167                | 117                | 134                | 131                | 87                 | 92                 | 55                 | 44                 | 30                 | 24                 | 17                 |